# Метман
Метман (њем. Mettmann) град је у њемачкој савезној држави Северна Рајна-Вестфалија. Једно је од 10 општинских средишта округа Метман. Према процјени из 2010. у граду је живјело 39.560 становника. Посједује регионалну шифру (AGS) 5158024, NUTS (DEA1C) и LOCODE (DE MET) код.

## Географски и демографски подаци
Метман се налази у савезној држави Северна Рајна-Вестфалија у округу Метман. Град се налази на надморској висини од 125 метара. Површина општине износи 42,5 km². У самом граду је, према процјени из 2010. године, живјело 39.560 становника. Просјечна густина становништва износи 930 становника/km².

## Међународна сарадња
| Мјесто  | Држава              | Врста сарадње | Од    |
| ------- | ------------------- | ------------- | ----- |
|         | Пољска              | пријатељство  | 1991. |
| Лавал   | Француска           | партнерство   | 1974. |
| Горажде | Босна и Херцеговина | контакт       | 1986. |
| Извор   |                     |               |       |